# شهرداری لوزوو
شهرداری لوزوو (به لاتین: Lozovo Municipality) یک منطقهٔ مسکونی در مقدونیه شمالی است که در مقدونیه شمالی واقع شده‌است. شهرداری لوزوو ۱۶۶٫۳۲ کیلومتر مربع مساحت و ۲٬۸۵۸ نفر جمعیت دارد.